# Bulbul à barbe jaune
Criniger olivaceus
Espèce
Statut de conservation UICN

 VU A2c+3c+4c : Vulnérable
Le Bulbul à barbe jaune (Criniger olivaceus) est une espèce d'oiseaux de la famille des Pycnonotidae.

## Répartition
Cet oiseau vit à travers les forêts humides guinéennes de basse altitude. 

## Habitat
Il est menacé par les perturbations écologiques de son milieu.